# Milano-Vignola 1961
La Milano-Vignola 1961, nona edizione della corsa, si svolse il 15 agosto 1961 lungo un percorso totale di 236 km, con partenza da Rogoredo ed arrivo a Vignola. La vittoria fu appannaggio del belga Willy Vannitsen, il quale completò la gara in 5h46'00", alla media 40,924 km/h precedendo gli italiani Dino Bruni e Mario Minieri.

## Ordine d'arrivo (Top 10)
| Pos. | Corridore           | Squadra | Tempo    |
| ---- | ------------------- | ------- | -------- |
| 1    | Willy Vannitsen     | Baratti | 5h46'00" |
| 2    | Dino Bruni          | Ignis   | s.t.     |
| 3    | Mario Minieri       | Ghigi   | s.t.     |
| 4    | Silvano Ciampi      | Philco  | s.t.     |
| 5    | Pietro Zoppas       | Atala   | s.t.     |
| 6    | Dino Liviero        | Torpado | s.t.     |
| 7    | Giuseppe Zorzi      | Torpado | s.t.     |
| 8    | Angiolino Piscaglia | Ghigi   | s.t.     |
| 9    | Vittorio Poiano     | Bianchi | s.t.     |
| 10   | Luigi Sarti         | Ghigi   | s.t.     |